# Касенда, Мпинга
Мпинга Касенда (фр. Mpinga Kasenda; 20 августа 1937, Тшилумба, провинция Касаи, Бельгийское Конго — 7 мая 1994) — конголезский дипломат и государственный деятель, первый государственный комиссар Заира (1977—1979), министр иностранных дел (1993—1994).

## Биография
После школы он изучал политологию в Лубумбаши (французский язык: Элизабетвиль / Катанга), а затем в Университете Лованиум в Киншасе (французский язык: Леопольдвиль). Он начал педагогическую карьеру, сначала преподавал в Киншасе, а затем с 1965 по 1970 год в Университете Бордо. Здесь он также защитил докторскую диссертацию по теме: «Конголезское управление: воздействие на социально-политическую среду на структуру и функции сына».
Изучал политологию в Лубумбаши, затем в Университете Лованиум с присуждением степени доктора политических наук. Тема диссертации: «Конголезская администрация: влияние социально-политической среды на ее структуру и функционирование».
С 1965 по 1970 г. преподавал в Университете Бордо. В 1970-х гг. являлся профессором Национального университета Заира. Являлся автором нескольких работ в области права и значительного числа научных статей.
В 1977—1979 гг. после восстановления должности премьер-министра (первый государственный комиссар) Заира первым занимал этот пост.
Считался активным сторонником президента Мобуту и с 1972 г. входил Политбюро правящей партии «Народное движение революции», в 1974 г. утвержден директором высшей партийной школы — Института Маканды Кабоби. В 1979 г. был утвержден постоянным секретарем Политбюро, а в январе 1985 г. по рекомендации Мобуту — первым заместителем председателя бюро Центрального комитета партии «Народное движение революции».
В 1992—1993 гг. — министр обороны. В 1993 г. был назначен министром иностранных дел Заира.
Погиб в авиакатастрофе под Киншасой.

## Награды и звания
Большой крест ордена Инфанта дона Энрике.